# AlphaEDIT
alphaEDIT（アルファ・エディット）は、フリーウェアのウェブサイトエディター。姉妹版として機能が追加された「alphaEDIT+（アルファ・エディット・プラス）」（シェアウェア）もある。

## 概要
alphaEDITはワープロ感覚で簡単にウェブページを作成できる、WYSIWYG編集タイプ のウェブページエディター。
WYSIWYG編集・HTMLソース編集・ブラウザプレビューの３画面を画面上のボタンで簡単に切り替えながらページの編集作業を進めることができる。
また、初心者でもウィザード形式で簡単にフレームページを作成することができる。
起動と同時にウィザードも出すことができ、初心者にやさしい構造になっている。
HTMLのドキュメント作成機能だけではなく、簡易的なFTPクライアントソフトも付属されているので、ウェブページの作成からアップロードまでを一括して行うことができる。
初心者向けソフトではあるが操作感がよく、より凝った上級者にも十分対応できる。

## 問題点
開発が2006年付けで停止しており使用されるIEコンポーネントがInternet Explorer 6までしか想定されていないので以降のバージョンではWYSIWYG編集機能が正常に動作しない場合がある。
サポート外のWindows XP以降のOSで起動時にエラーが起きるのは、セキュリティーの懸念により DHTML Editing Control が搭載されなくなったのが理由であり、これをインストールすることでエラーなく起動させることができる。